# PAK1
PAK1（p21 (RAC1) activated kinase 1）は、ヒトではPAK1遺伝子にコードされる酵素である。
PAK1はセリン/スレオニンキナーゼのPAKファミリーの6種類のメンバーのうちの1つである。PAKファミリーは進化的に保存されており、大きくグループI（PAK1、PAK2、PAK3）とグループII（PAK4、PAK6、PAK5/7）に分類される。PAK1は細胞質と核の特定の領域に明確な局在パターンを示す。PAK1は細胞骨格のリモデリングや遺伝子発現を調節し、さまざまな表現型をもたらすシグナルを伝達する。また、方向性のある運動や、浸潤、転移、増殖、細胞周期の進行、血管新生など広範囲の細胞過程に影響を与える。PAK1シグナル依存的な細胞機能は生理的過程と疾患過程の双方を調節しており、ヒトのがんでは全体的にPAK1の過剰発現や過剰刺激が広くみられる。

## 発見
PAK1は1994年にラットの脳からRhoファミリーGTPアーゼのエフェクターとして発見された。ヒトのPAK1は好中球の細胞質基質画分におけるRac1またはCdc42のGTP依存的相互作用パートナーとして同定され、そのcDNAは1995年にヒト胎盤ライブラリからクローニングされた。

## 機能
PAKタンパク質は、RhoファミリーGTPアーゼを細胞骨格再編成や核内シグナル伝達へ関連づける重要なエフェクターである。PAKタンパク質はp21（Rac1）によって活性化されるセリン/スレオニンキナーゼのファミリーであり、PAk1、PAK2、PAK3、PAK4などが含まれる。これらのタンパク質は低分子量GTPアーゼであるCdc42やRac1の標的となり、広範囲の生物学的活性への関与が示唆されている。PAK1は細胞の運動性や形態を調節する。PAK1遺伝子には選択的スプライシングによるバリアントがいくつか発見されている。
PAK1活性の刺激に伴って、生命の基礎をなす一連の細胞過程が引き起こされる。PAK1はノードとなるシグナル伝達分子であり、細胞表面のタンパク質や上流の活性化因子によって開始された多数のシグナルを集束し、特定の表現型へと変換する。生化学的レベルでは、こうした活性はPAK1のエフェクター基質に対するリン酸化によって調節されており、それによって細胞の表現型へとつながる生化学的カスケードが開始される。さらに、PAK1の作用はその足場タンパク質としての作用の影響も受ける。PAK1によって調節される細胞過程には、アクチンや微小管フィラメントのダイナミクス、細胞周期の進行の重要な過程、細胞の運動性や浸潤、酸化還元反応やエネルギー代謝、細胞の生存、血管新生、DNA修復、ホルモン感受性、遺伝子発現などが含まれる。発がん、ウイルスの病原性、心血管系の調節不全、神経疾患といった病的過程にもPAK1シグナルの機能的関与が示唆されている。

## 遺伝子とスプライシングバリアント
ヒトのPAK1遺伝子は全長153 kbで23個のエクソンから構成され、そのうち6つのエクソンは5' UTRであり、17個のエクソンがタンパク質をコードする。6つのエクソンの選択的スプライシングにより、308塩基から3.7 kbまでの長さの20種類の転写産物が産生されるが、そのうちオープンリーディングフレームが存在するのは12種類のみであり、10種類のタンパク質と2種類のペプチドがコードされていると予測されている。残りの8種類の転写産物は、308塩基から863塩基の長さのノンコーディングRNAである。ヒトのPAK1とは異なり、マウスのPak1遺伝子からは5種類の転写産物が産生され、そのうち508塩基から3.0 kbの長さの3種類の転写産物にタンパク質がコードされ、約900塩基の長さの2種類はノンコーディングRNAである。

## タンパク質ドメイン
PAKファミリーのタンパク質のコアドメインには、C末端領域のキナーゼドメイン、p21結合ドメイン（PBD）、そしてグループIのPAKには自己阻害ドメイン（AID）が含まれる。グループIのPAKは不活性な閉じたホモ二量体コンフォメーションで存在し、一方の分子のAIDは他の分子のキナーゼドメインに結合しており、GTP依存的または非依存的に活性化される。

## 活性化と阻害
PAK1には自己阻害ドメインが存在し、キナーゼドメインの触媒活性を抑制している。PAK1の活性化因子はこの自己阻害を緩和し、キナーゼの活性化につながるコンフォメーション変化と自己リン酸化を開始させる。
IPA-3（1,1′-disulfanediyldinaphthalen-2-ol）はPAK1の低分子アロステリック阻害剤である。既に活性化されたPAK1はIPA-3に対して抵抗性を示す。生細胞での阻害による影響は、PAKがPDGF刺激によるERKの活性化に重要な役割を果たしていることを支持している。PAK1の調節ドメインに対するIPA-3の可逆的な共有結合は、GTPアーゼに対するドッキングとその後の活性化状態への切り替えを防ぐ。
前立腺がんにおけるPAK1のノックダウンは遊走能の低下、MMP9の分泌の減少、TGF-βの発現の増加と関係しており、この場合には成長阻害効果を示す。しかしながらIPA-3はその薬物動態や、スルフヒドリル部分の継続的な還元による細胞内での望まない酸化還元効果のため、臨床的開発には不向きなものとなっている。

### 上流の活性化因子
PAK1の活性は、上流の多数の活性化因子やシグナルによって刺激される。EGF、ヘレグリンβ1、VEGF、塩基性線維芽細胞増殖因子、血小板由来成長因子、エストロゲン、リゾホスファチジン酸、ホスホイノシチド、ETK、AKT、JAK2、ERK、CK2、RAC3、CXCL1、BCAR3、カポジ肉腫関連ヘルペスウイルスGPCR、ArgBP2γ、B型肝炎ウイルスXタンパク質、STRADA、RhoJ、Klotho、N-アセチルグルコサミニルトランスフェラーゼV、B-Raf、CKIP-1、フィラミンAが挙げられる。

### 下流のエフェクター
PAK1の機能は、下流のエフェクター基質に対するリン酸化、足場タンパク質としての活性、異なる細胞内ドメインへの再分布、ゲノム上の標的の直接的または間接的な発現刺激または抑制、またはこうした機構の全てによって調節されている。がん細胞における代表的なPAK1のエフェクターの標的には次のようなものがある。スタスミン-セリン16番残基（S16）、マーリン-S518、ビメンチン-S25-S38-S50-S65-S72、ヒストンH3-S10、フィラミンA-S2152、エストロゲン受容体α-S305、STAT5A-S779、CTBP1-S158、RAF1-S338、ARPC1B-T21、DLC1-S88、PGM1-T466、SHARP-S3486-T3568、TBCB-S65-S128、Snail-S246、VE-カドヘリン-S665、PCBP1-T60-S246、ILK1-T173-S246、ESE-1-S207、EBP1-T261、NRIF3-S28、SRC3Δ4-T56-S659-S676、β-カテニン-S675、BAD-S111-S112-S136、MEK1-S298、CRKII-S41、MORC2-S739、パキシリン-S258-S273。

### ゲノム上の標的
PAK1またはPAK1依存的なシグナルは、ゲノム上の標的の発現を調節する。発現調節の標的としては、VEGF、サイクリンD1、PFKM、NFAT、サイクリンB1、組織因子、TFPI、MMP9、フィブロネクチンなどがある。

## 相互作用
PAK1は次に挙げる因子と相互作用することが示されている。
- ARHGEF2（英語版）[84]
- ARPC1B（英語版）[85]
- BMX（英語版）[86]
- C-Raf[87]
- CDC42（英語版）[88][89]
- CDK5（英語版）[90]
- DYNLL1（英語版）[91]
- LIMK1（英語版）[92]
- NCK1（英語版）[93][94][95]
- PAK1IP1（英語版）[96]
- RAC1[97][88][89]